# 日相 (久成院)
日相（にっそう、1635年（寛永12年） - 1718年11月9日（享保3年10月17日））は、江戸時代の日蓮宗の僧侶。尾張国出身。多数の法華経関係書物を執筆した。字、是心。号、久成院。

## 略歴
- 京都の山科檀林で日通に師事する。
- 岐阜長照寺を経て、尾張法蓮寺の住持となる。

## 著書
- 「日相版法華経」
- 「御書和語式」